# Вісім смертей Людини-павука
«Вісім смертей Людини-павука» (англ. Eight Deaths of Spider-Man) — сюжетна лінія коміксів Marvel Comics 2024 року, створена Джо Келлі після завершення серії The Amazing Spider-Man Зеба Веллса. У ній Доктор Дум звертається до Людини-павука з проханням перемогти Сіонів Цитторака, надаючи йому магічну броню, яка дозволяє воскресати до восьми разів. Історія отримала змішані відгуки критиків через брак фокуса на Пітері Паркері, темп, сценарій, неоднорідну графіку та перенасичення участю Людей Ікс.

## Історія публікації
На San Diego Comic-Con 2024 Marvel анонсувала нову масштабну історію про Людину-павука, у якій Доктор Дум доручає йому боротися з богом зла та його Сіонами. У листопаді стало відомо, що Люди Ікс допомагатимуть Людині-павуку в боротьбі з магічною загрозою.

## Сюжет
Після сутички з грабіжниками Людина-павук стикається з Доктором Думом, який пропонує йому стати своїм чемпіоном у війні з магічними ворогами. Пітер відмовляється, зважаючи на зневагу до Дума, який став новим Верховним чаклуном. Після незграбної ситуації з тіткою Мей, Шей та Ренді Робертсоном, Пітер зустрічає демона, на ім’я Цинтрос, і зазнає поразки. Тоді Дум дарує йому магічну броню, яка дозволяє воскресати до восьми разів.
Після чергової смерті Пітер бачить астральну проєкцію Доктора Стренджа, який пояснює, що йому потрібно померти ще сім разів і перемогти решту Сіонів Цитторака, інакше світ загине. З допомогою Чорної кішки Людина-павук і Стрендж проникають у Санктум Санкторум, щоб знайти книгу про Цитторака. Тим часом Сіони готуються до наступу.
Пітер знову зустрічається з Норманом Озборном, який оголошує про закриття Оскорпу. Після цього Пітер бореться з Сіоном Сайперіоном. Під час побачення Пітер бачить демонічну дитину — це Сіон Кіріос, яка переносить його в спогади про минуле з дядьком Беном. Потім він перемагає її та обговорює все з Чорною Кішкою.
В Алясці Меджик, Джаґернаут і Кід Омега грають у відеоігри, коли Джаґернаут відчуває тривогу. Стрендж відмовляється пояснити Пітеру, як уникнути смерті. Людина-Павук перемагає Сіона Калікса, після чого Сіон Сіра дає йому магічну сферу, яка може зупинити його смерті.

## Персонажі
- Пітер Паркер / Людина-павук
- Доктор Дум
- Доктор Стрендж
- Філ Колсон
- Феліція Гарді / Чорна кішка
- Норман Осборн
- Мері Джейн Вотсон
- Тітка Мей
- Шей та Ренді Робертсон
- Іляна Распутіна / Меджик
- Кейн Марко / Джаґернаут
- Квентін Квайр / Кід Омега

## Випуски
1. Amazing Spider-Man #61
2. Amazing Spider-Man #62
3. Amazing Spider-Man #63
4. Amazing Spider-Man #64
5. Amazing Spider-Man #65
6. Amazing Spider-Man #65.DEATHS
7. Amazing Spider-Man #66
8. Amazing Spider-Man #67
9. Amazing Spider-Man #68
10. Amazing Spider-Man #68.DEATHS
11. Amazing Spider-Man #69
12. Amazing Spider-Man #70

## Критика
Ця сюжетна лінія отримала змішані відгуки: критики зазначали відсутність послідовності у складі сценаристів, слабку увагу до самого Людини-Павука та антагоністів, а також надмірний акцент на Людях Ікс. Девід Брук з AIPT написав: Amazing Spider-Man #65.DEATHS пропонує вдумливе й емоційно проникливе дослідження тем смерті й наполегливості. Втім, пасивна роль Людини-павука та нестача дій можуть залишити деяких читачів розчарованими. Цей випуск варто прочитати заради його інтроспективного підходу, але він може не задовольнити тих, хто очікує традиційної пригоди Людини-павука».

### Оцінки
Нижче наведений перелік випусків з оцінками за даними ComicbookRoundup:
- #61 — 8,4/10 (10 рецензій)[9]
- #62 — 7,8/10 (8 рецензій)[10]
- #63 — 8,2/10 (8 рецензій)[11]
- #64 — 8,6/10 (6 рецензій)[12]
- #65 — 8,4/10 (7 рецензій)[13]
- #65.DEATHS — 5,1/10 (4 рецензії)[14]
- #67 — 7,1/10 (8 рецензій)

## Колекційні видання
| Видання                                        | Випуски                          | Дата публікації | ISBN            |
| ---------------------------------------------- | -------------------------------- | --------------- | --------------- |
| Amazing Spider-Man: The 8 Deaths of Spider-Man | Amazing Spider-Man (2022) #61-70 | 22 липня 2025   | ISBN 1302961969 |